# Кристиан Август (Шлезвиг-Холщайн-Зондербург-Августенбург)
Кристиан Август фон Шлезвиг-Холщайн-Зондербург-Августенбург (на немски: Christian August von Holstein-Sonderburg-Augustenburg; на датски: Christian August 1. af Slesvig-Holsten-Sønderborg-Augustenborg; * 4 август 1696, Августенбург, Дания; † 20 януари 1754, Августенбург) от странична линия на Олденбургите, е херцог на Шлезвиг-Холщайн-Зондербург-Августенбург (1731 – 1754) и кралски датски генерал на пехотата.

## Живот
Син е на принц Фридрих Вилхелм фон Шлезвиг-Холщайн-Зондербург-Августенбург (1668 – 1714) и графиня София Амалия фон Алефелд цу Лангеланд (1675 – 1741).
През 1731 г. наследява херцогство Августенбург от бездетния си чичо Ернст Август (1660 – 1731) и умира на 20 януари 1754 г. на 57 години.

## Фамилия
Кристиан Август се жени на 18 май 1720 г. за графиня Фридерика Луиза фон Данескиолд-Самсое (* 2 октомври 1699; † 2 декември 1744). Te имат децата:
- Фридрих Кристиан I (1721 – 1794), женен на 26 май 1762 г. за принцеса Шарлота Амалия Вилхелмина фон Шлезвиг-Холщайн-Зондербург-Пльон (1744 – 1770)
- Емил Август (1722 – 1786), датски генерал
- София Шарлота (1725 – 1752)
- Кристиана Улрика (1727 – 1794)
- София Магдалена (1731 – 1799)
- дете (*/† 1732)
- Шарлота Амалия (1736 – 1815)
- дете (*/† 1736)